# Virginia M. Alexander
Virginia M. Alexander (Filadelfia, 4 de febrero de 1899-Filadelfia, 24 de julio de 1949) fue una médica estadounidense y fundadora del Aspiranto Casa de Salud en Filadelfia, Pensilvania.

## Biografía
Virginia nació en Filadelfia, Pensilvania en 1900. Tuvo cuatro hijos. Su madre fallece con Virginia de cuatro años. Y a sus 13, su padre quiebra el negocio. Y Virginia debió dejar la escuela para ayudar su familia. Luego, continuaría su educación. Concurre a la Universidad de Pensilvania con una beca. Mientras universitaria,  trabaja en muchas tareas, incluyendo camarera. Fue también un miembro del Black sorority Delta Sigma Theta. Aplicó para ir a la Facultad Médica de la Mujer de Pensilvania. Tuvo la segunda aplicación más alta puntuación.
Cuándo Virginia fue interna en hospitales, le daban la espalda debido al racismo. Así, se reubicó en la ciudad de Kansas como interna. en el Hospital General de Kansas.

## Carrera
Después de graduarse, regresó a Filadelfia. Fundó la Aspiranto Casa de Salud en su casa en 1931, que proporcionaba a empobrecidos miembros comunitarios afroestadounidenses en Filadelfia. Los servicios variaban de cuidado de salud general a obstetricia. Helen Octavia Dickens era practicante en la casa. Virginia también enseñó en la universidad Médica de las Mujeres de Pensilvania durante ese tiempo.
Recibió el grado de M.Sc. en salud pública de la Universidad Yale en 1937. Empieza a trabajar en la Universidad Howard como "médica a cargo de alumnado de mujeres." Alexander trabajó para el Departamento de Salud y Servicios Sociales de los Estados Unidos. También tuvo su práctica privada propia mientras en Howard. En los 1940s, durante la Segunda Guerra Mundial, trabajó en Alabama con minero. Fue voluntaria en esa posición, en respuesta a muchos médicos reclutados a la guerra.

## Muerte y legado
Mientras trabajaba en Birmingham, Alabama, Virginia desarrolló lupus. Se fue a Filadelfia después de trabajar en Alabama. Trabajó como obstetra y ginecóloga, OBGYN en el hospital Universitario Médico de Mujeres. También trabajó en el Hospital de la Piedad y Hospital de Pensilvania. Fallece en 1949. Sus papeles personales se resguardan en la colección de la Universidad de Pensilvania.